# Maritza Gallia
Maritza Bravo-Mejía (Lima, Perú, 1957) es una pedagoga, escritora y conferencista internacional de diversos temas, tanto culinarios como de desarrollo empresarial, trabaja desde hace más de 30 años en la labor educativa en el Perú junto al chef Guido Gallia.
Dirigió y fundó junto al chef Guido Gallia la cuna jardín Fantasía del Niño Jesús (1985). Años más tarde, fundó y dirigió el colegio particular Gonzalo Bravo-Mejía durante la década de los 90's del siglo XX. 

## Literatura gastronómica infantil
En su ocupación como escritora, Maritza obtuvo en febrero del 2005 el Premio Gourmand World Cookbook Awards, llevando a su país el primer lugar en la categoría Mejor Libro de Literatura Infantil en Latinoamérica, con su libro "Cuentos para la Hora de Comer", y tres meses más tarde fue declarado ganador a nivel mundial en dicha categoría, recibiendo el reconocimiento en Malasia y siendo invitada a exponer estos temas en eventos organizados por la Biblioteca Nacional del Perú.

## Desempeño profesional
Tuvo a su cargo el segmento de cocina en el programa Creciendo con tu Bebé de Proctel&Gamble en el año 2006. Ese mismo año publicó su segundo libro "Hola soy tu Angel de la Guarda".
Actualmente dirige el Centro de I+D (Investigación y Desarrollo) de la Corporación D'Gallia con temas de estudio como el rescate, revaloración y difusión de las cocinas regionales peruanas. Se desempeña también como Directora General del Instituto D'Gallia.

## D'Gallia
Su vocación por la educación la motivó a crear un centro de estudios en su país en 1997, con una inversión de 150 dólares aperturó un pequeño taller de cocina, compuesto por un espejo, una cocina casera y 15 bancos de madera para sus primeros estudiantes. Al año siguiente un segundo ambiente fue habilitado. Para 1999 decide trasladar el colegio a un grupo de padres de familia y dedicarse a la formación de cocineros. En el 2006 inauguraron una nueva sede.